# Protambulyx
Protambulyx ist eine Gattung innerhalb der Schmetterlingsfamilie der Schwärmer (Sphingidae).

## Merkmale
Die verhältnismäßig großen Falter haben schlanke Körper und schmale Flügel, die in unterschiedlichen Gelb-, Gold- und Brauntönen gefärbt sind. Die Flügel sind eher spitzwinkelig und haben eine leicht nach innen gebogene Flügelspitze. Anders als bei den meisten anderen Arten der Unterfamilie ist ihr Saugrüssel ziemlich gut entwickelt. Von einigen Arten ist bekannt, dass sie an Blüten Nektar saugen.
Die Eier sind in Relation zur Größe der Falter sehr groß. Die Raupen haben, soweit bekannt, den typischen Körperbau der Unterfamilie, mit einem schlanken Körper, der sich zu einem spitz zulaufenden Kopf nach vorne verjüngt. An den Seiten des Hinterleibs befinden sich schräge Streifen.
Die Verpuppung findet in einem lockeren Kokon nahe der Oberfläche im Boden statt. Die Puppen haben eine zurückgebildete Rüsselscheide.

## Vorkommen
Die Gattung ist neotropisch verbreitet, zwei Arten, Protambulyx strigilis und Protambulyx carteri treten auch im Süden Floridas auf.

## Systematik
Weltweit sind elf Arten der Gattung bekannt, wobei Tuttle die noch von Kitching & Cadiuo (2000) aufgenommene achte Art Protambulyx carteri als Farbmorphe von Protambulyx strigilis sah und mit dieser Art synonymisierte, was Heppner (2008) rückgängig machte und das Taxon wieder in den Artrang stellte.
- Protambulyx astygonus (Boisduval, [1875])
- Protambulyx carteri Rothschild & Jordan, 1903
- Protambulyx chrisbrechlinae Brechlin, 2022[3]
- Protambulyx euryalus Rothschild & Jordan, 1903
- Protambulyx eurycles (Herrich-Schäffer, [1854])
- Protambulyx fasciatus Gehlen, 1928
- Protambulyx goeldii Rothschild & Jordan, 1903
- Protambulyx ockendeni Rothschild & Jordan, 1903
- Protambulyx pearsoni Haxaire & Mielke, 2020[4]
- Protambulyx strigilis (Linnaeus, 1771)
- Protambulyx sulphurea Rothschild & Jordan, 1903

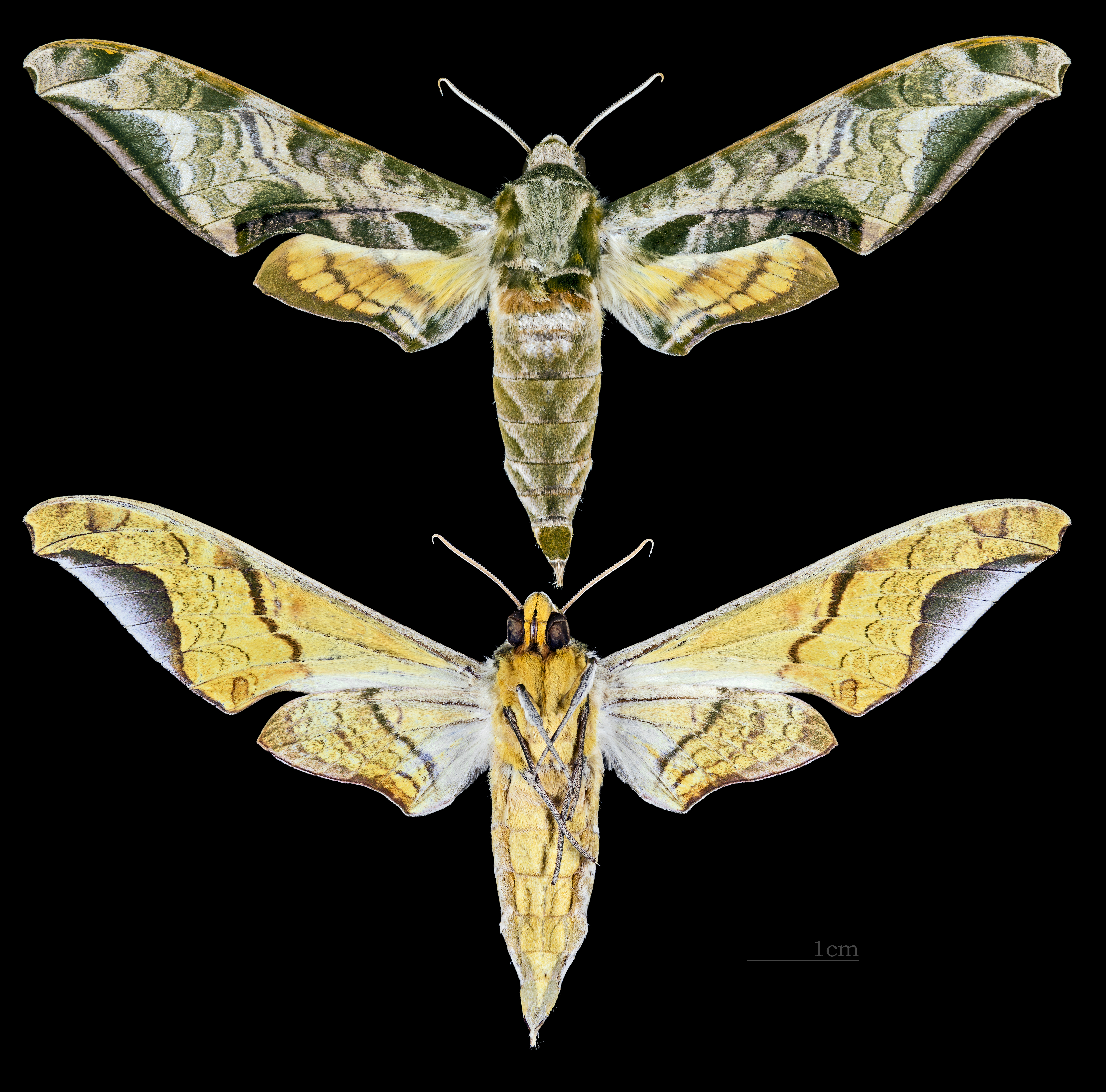
Protambulyx astygonus
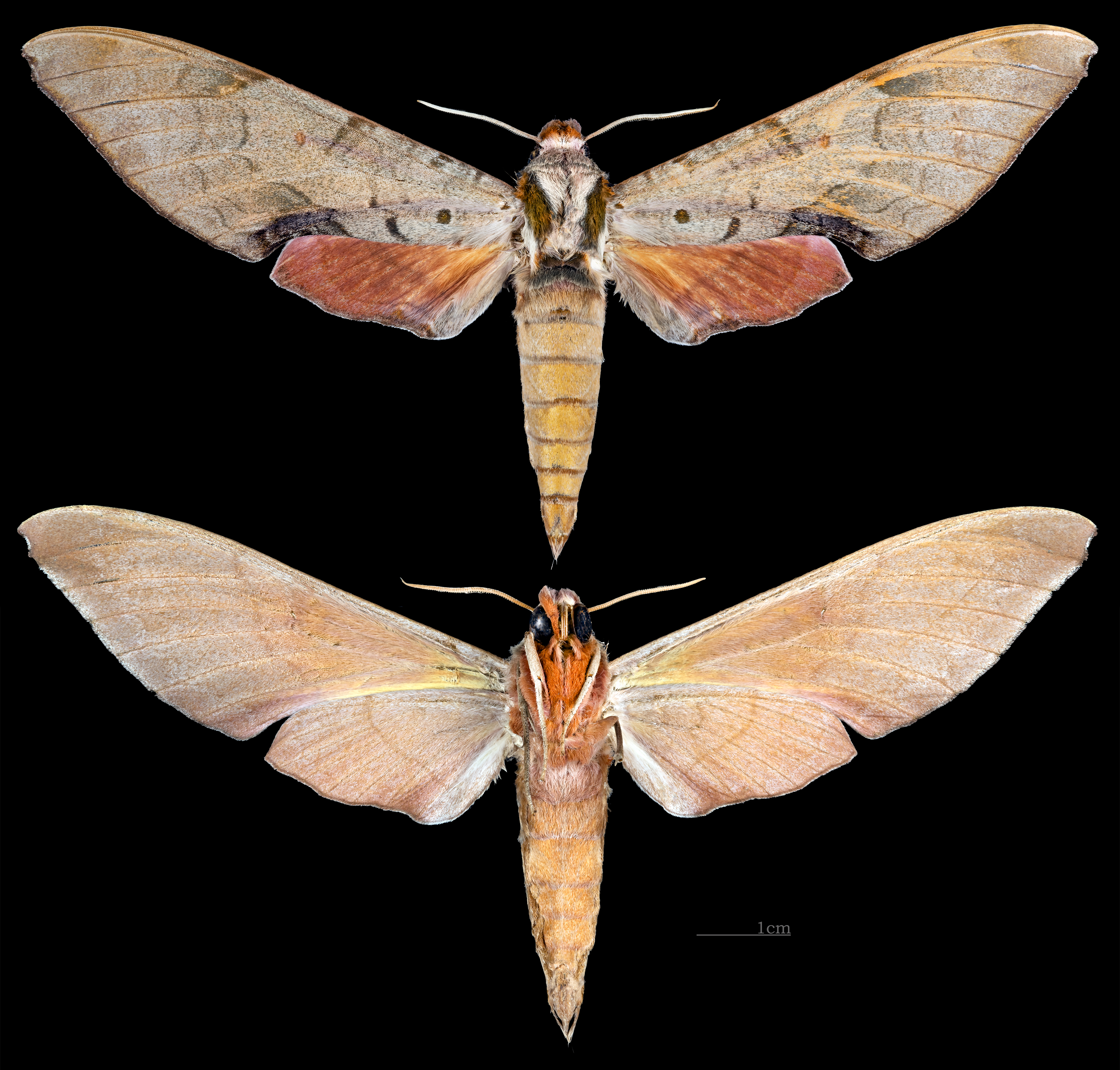
Protambulyx carteri
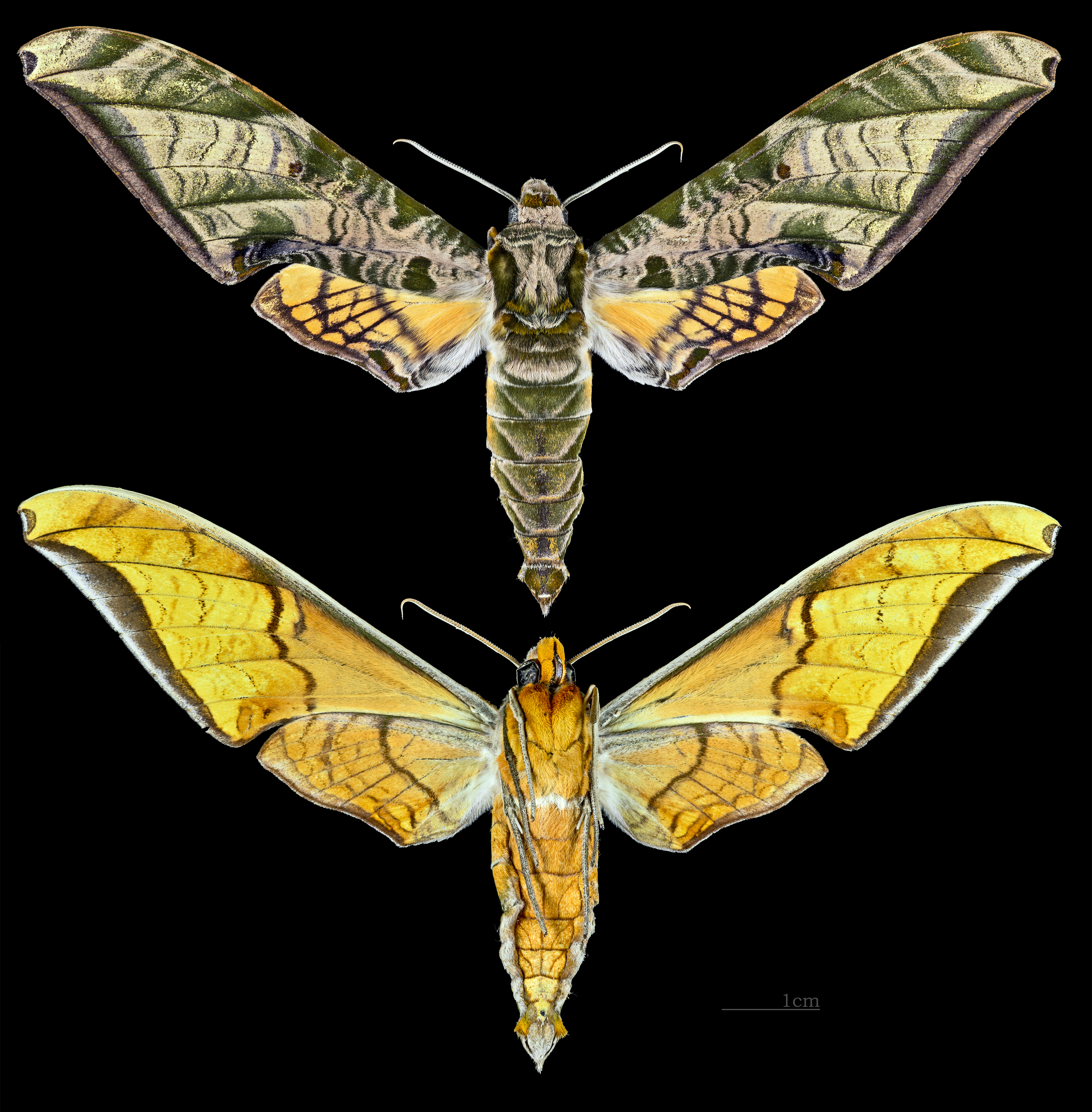
Protambulyx eurycles
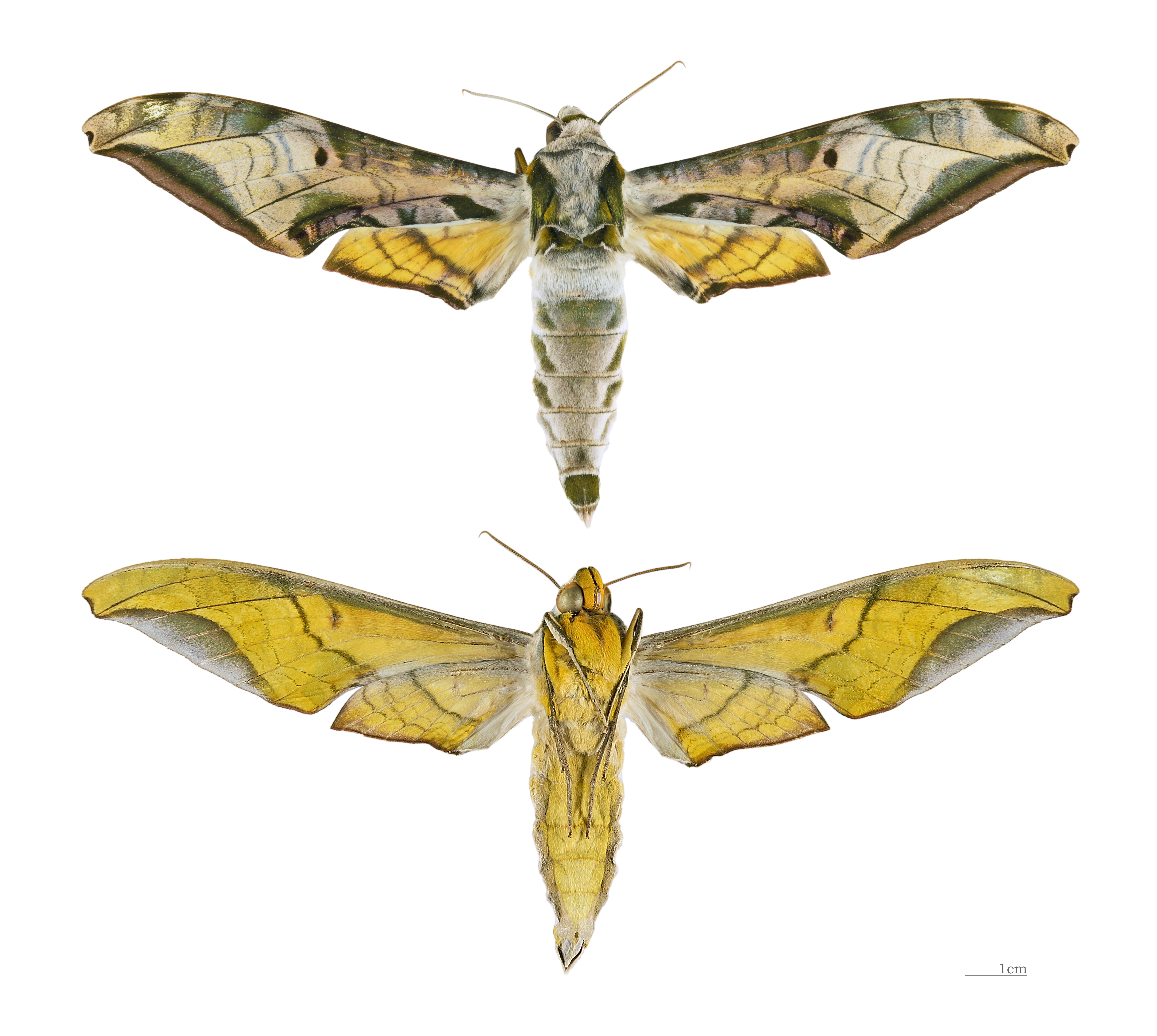
Protambulyx goeldii
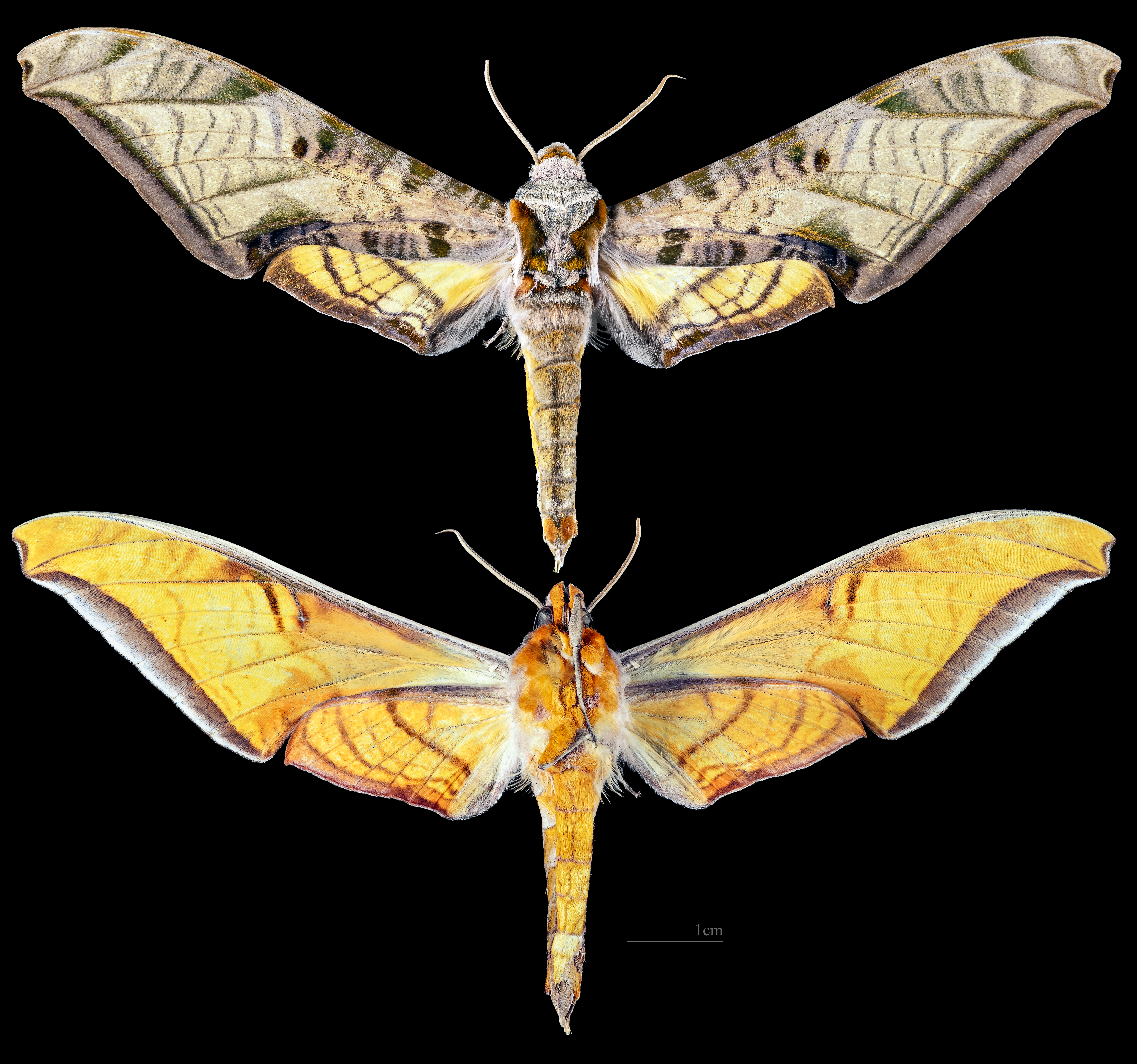
Protambulyx ockendeni
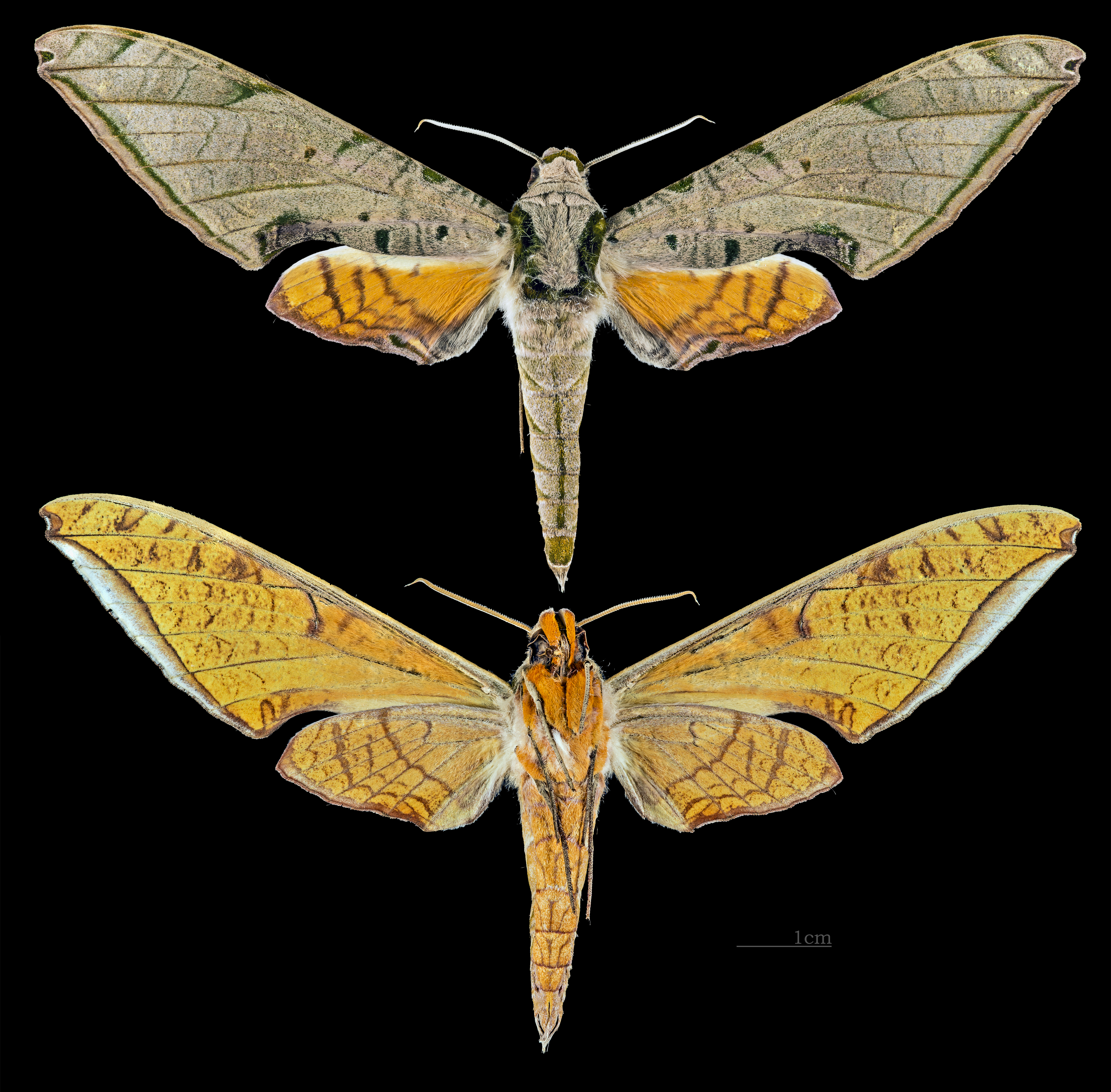
Protambulyx strigilis
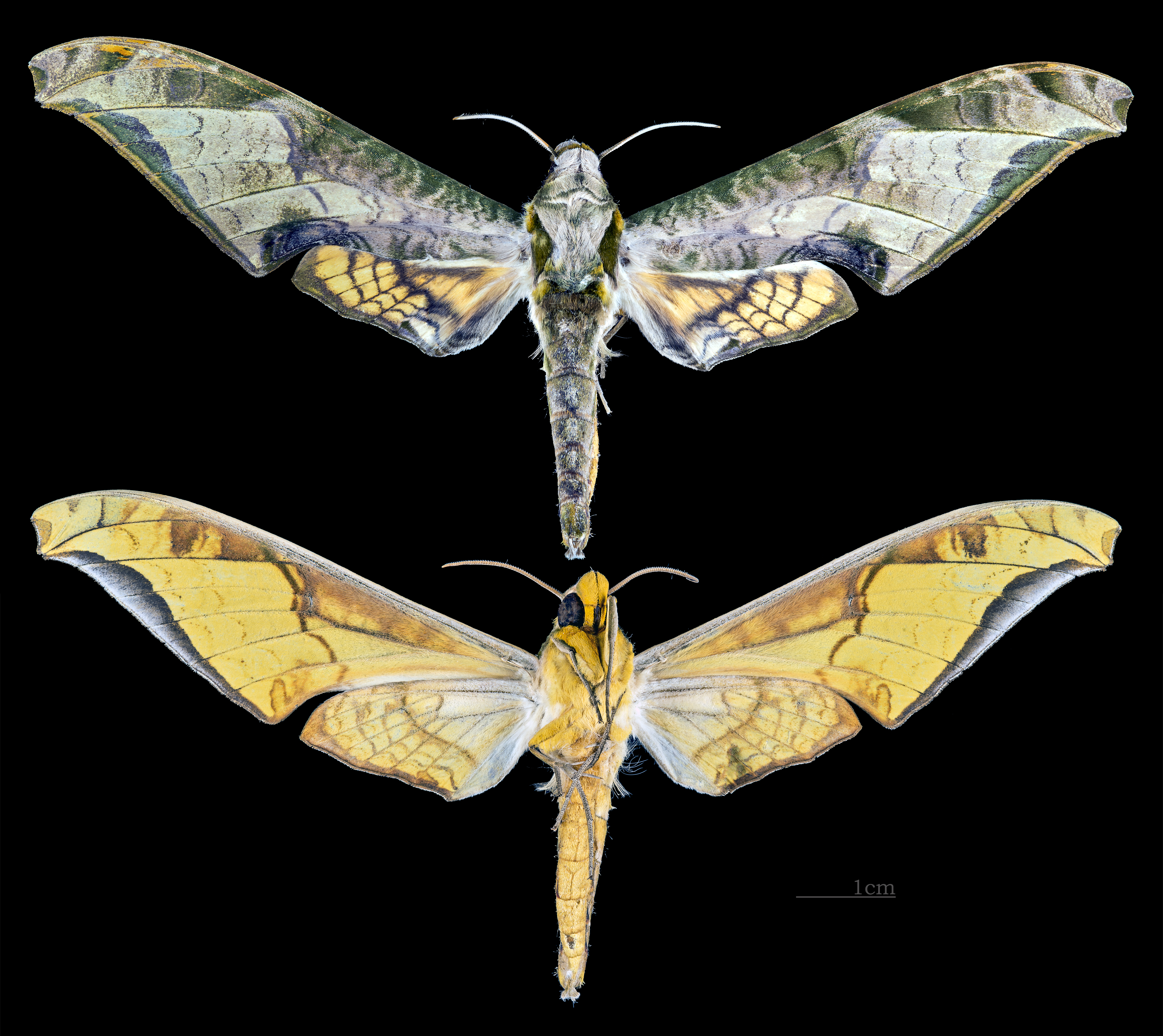
Protambulyx sulphurea

## Belege